# 王蔚 (1958年)
王蔚（英語：William Wang，1958年6月6日—），臺灣裔美國企業家，為Vizio公司的創辦人與執行長。

## 早年
王蔚出生於台北，12歲時全家移民至美國夏威夷，之後在14歲時又搬到加利福尼亞州。後來，他就讀南加州大學，並在1986年完成電子工程的學業.。

## VIZIO
在2000年的新加坡航空006號班機空難中，王蔚是倖存者之一，只有一氧化碳中毒。這個悲劇提供他一個機會以整理他的思想和他的生命。兩年內，王在進入電視市場之前，關閉了他的所有生意。
2001年，Gateway, Inc.要求王蔚一起推動一個電視計畫。Gateway的主席Ted Waitt一直是王的客戶。王蔚的團隊幫助Gateway一起推動它的42吋電漿電視系統，售價在$2999美元，當時市場上相互競爭的產品售價落在$6000美元附近，不久以後，王蔚以自己成立的公司進入了電視製造領域。
2002年，他與Laynie Newsome、Ken Lowe等人以60萬美元共同成立"V Inc."。他的構想是，以低廉的價格提供高品質的產品、和出色的客服支援相結合。
正當V Inc.被認為難以使用英語說出口的時候，他遂將公司名稱改為VIZIO Inc，同時這個名字也使用在自有品牌的電視上。這間公司現在是北美最大的LCD HDTV銷售商之一，年營業額有百萬美元以上。
2016年7月26日，王蔚持有的Vizio以20億美金賣給中國樂視網(LeEco)，成為中國進軍美國電視市場的跳板。
2017年4月10日，中國樂視網(LeEco)因面臨嚴重財務風暴，宣布放棄收購王蔚持有的Vizio。

## 延伸阅读
[在维基数据编辑]
 《金史·卷95》，出自脱脱《遼史》